# Crataerina pacifica
Crataerina pacifica är en tvåvingeart som beskrevs av Iwasa 2001. Crataerina pacifica ingår i släktet Crataerina och familjen lusflugor. Inga underarter finns listade i Catalogue of Life.